# 즈시정
즈시정(일본어: 逗子町)은 일본 가나가와현의 동남부 미우라군에 속했던 정이다.

## 지리
현재의 즈시시에 해당한다.

## 역사
- 1889년 4월 1일 - 시정촌제 시행에 의해 즈시촌을 비릇한 7개촌을 구성해 미우라군 다고에촌이 성립하였다.
- 1913년 4월 1일 - 정으로 승격해, 즈시정으로 개칭되었다.
- 1943년 4월 1일 - 우라가정, 나가이정, 오쿠스정, 기타시타우라촌 및 다케야마촌과 함께 요코스카시에 편입되었다.

## 교통

### 철도
- 일본국유철도 (→ JR동일본)
  - 요코스카선
- 게이힌 급행 전철
  - 즈시선

## 참고 문헌
- 角川日本地名大辞典編纂委員会,『角川日本地名大辞典 神奈川県』1984, 角川書店